# Ski Classics 2018/19
Die Visma Ski Classics 2018/19 sind die neunte Austragung der Wettkampfserie im Skilanglauf. Sie umfasst zehn Skimarathons im Massenstart und einen Prolog im Einzelstart, die in klassischer Technik ausgetragen werden Die Serie begann am 30. November 2018 in Livigno und endet am 13. April 2019 mit dem Skimarathon Ylläs–Levi in Finnland. Erstmals wird in dieser Wettkampfserie mit dem Engadin Skimarathon ein Rennen in der Freistil-Technik ausgetragen.

## Männer

### Ergebnisse
| Teamprolog in Livigno | Teamprolog in Livigno  | Teamprolog in Livigno | Teamprolog in Livigno | Teamprolog in Livigno |
| --------------------- | ---------------------- | --------------------- | --------------------- | --------------------- |
| Datum                 | Disziplin              | Erster Platz          | Zweiter Platz         | Dritter Platz         |
| 30. November 2018     | 15 km Prolog klassisch | Team Kaffebryggeriet  | Lager 157 Ski Team    | Russian Marathon Team |

| 1. Ski Classics in Livigno – Prolog | 1. Ski Classics in Livigno – Prolog | 1. Ski Classics in Livigno – Prolog | 1. Ski Classics in Livigno – Prolog | 1. Ski Classics in Livigno – Prolog |
| ----------------------------------- | ----------------------------------- | ----------------------------------- | ----------------------------------- | ----------------------------------- |
| Datum                               | Disziplin                           | Erster Platz                        | Zweiter Platz                       | Dritter Platz                       |
| 2. Dezember 2018                    | 28 km klassisch                     | Øystein Pettersen                   | Morten Eide Pedersen                | Simen Østensen                      |

| 2. Ski Classics in Seefeld in Tirol – Kaiser-Maximilian-Lauf | 2. Ski Classics in Seefeld in Tirol – Kaiser-Maximilian-Lauf | 2. Ski Classics in Seefeld in Tirol – Kaiser-Maximilian-Lauf | 2. Ski Classics in Seefeld in Tirol – Kaiser-Maximilian-Lauf | 2. Ski Classics in Seefeld in Tirol – Kaiser-Maximilian-Lauf |
| ------------------------------------------------------------ | ------------------------------------------------------------ | ------------------------------------------------------------ | ------------------------------------------------------------ | ------------------------------------------------------------ |
| Datum                                                        | Disziplin                                                    | Erster Platz                                                 | Zweiter Platz                                                | Dritter Platz                                                |
| 12. Januar 2019                                              | 40 km klassisch 1                                            | Petter Eliassen                                              | Simen Østensen                                               | Morten Eide Pedersen                                         |

| 3. Ski Classics in Zuoz – La Diagonela | 3. Ski Classics in Zuoz – La Diagonela | 3. Ski Classics in Zuoz – La Diagonela | 3. Ski Classics in Zuoz – La Diagonela | 3. Ski Classics in Zuoz – La Diagonela |
| -------------------------------------- | -------------------------------------- | -------------------------------------- | -------------------------------------- | -------------------------------------- |
| Datum                                  | Disziplin                              | Erster Platz                           | Zweiter Platz                          | Dritter Platz                          |
| 19. Januar 2019                        | 65 km klassisch                        | Andreas Nygaard                        | Tord Asle Gjerdalen                    | Oskar Kardin                           |

| 4. Ski Classics im Val di Fiemme und Val di Fassa – Marcialonga | 4. Ski Classics im Val di Fiemme und Val di Fassa – Marcialonga | 4. Ski Classics im Val di Fiemme und Val di Fassa – Marcialonga | 4. Ski Classics im Val di Fiemme und Val di Fassa – Marcialonga | 4. Ski Classics im Val di Fiemme und Val di Fassa – Marcialonga |
| --------------------------------------------------------------- | --------------------------------------------------------------- | --------------------------------------------------------------- | --------------------------------------------------------------- | --------------------------------------------------------------- |
| Datum                                                           | Disziplin                                                       | Erster Platz                                                    | Zweiter Platz                                                   | Dritter Platz                                                   |
| 27. Januar 2019                                                 | 70 km klassisch                                                 | Petter Eliassen                                                 | Andreas Nygaard                                                 | Oskar Kardin                                                    |

| 5. Ski Classics in Toblach nach Cortina d’Ampezzo – Toblach–Cortina | 5. Ski Classics in Toblach nach Cortina d’Ampezzo – Toblach–Cortina | 5. Ski Classics in Toblach nach Cortina d’Ampezzo – Toblach–Cortina | 5. Ski Classics in Toblach nach Cortina d’Ampezzo – Toblach–Cortina | 5. Ski Classics in Toblach nach Cortina d’Ampezzo – Toblach–Cortina |
| ------------------------------------------------------------------- | ------------------------------------------------------------------- | ------------------------------------------------------------------- | ------------------------------------------------------------------- | ------------------------------------------------------------------- |
| Datum                                                               | Disziplin                                                           | Erster Platz                                                        | Zweiter Platz                                                       | Dritter Platz                                                       |
| 2. Februar 2019                                                     | 42 km klassisch                                                     | Wettbewerb abgesagt                                                 | Wettbewerb abgesagt                                                 | Wettbewerb abgesagt                                                 |

| 6. Ski Classics von Bedřichov – Isergebirgslauf | 6. Ski Classics von Bedřichov – Isergebirgslauf | 6. Ski Classics von Bedřichov – Isergebirgslauf | 6. Ski Classics von Bedřichov – Isergebirgslauf | 6. Ski Classics von Bedřichov – Isergebirgslauf |
| ----------------------------------------------- | ----------------------------------------------- | ----------------------------------------------- | ----------------------------------------------- | ----------------------------------------------- |
| Datum                                           | Disziplin                                       | Erster Platz                                    | Zweiter Platz                                   | Dritter Platz                                   |
| 10. Februar 2019                                | 50 km klassisch                                 | Andreas Nygaard                                 | Tord Asle Gjerdalen                             | Ari Luusua                                      |

| 7. Ski Classics von Sälen nach Mora – Wasalauf | 7. Ski Classics von Sälen nach Mora – Wasalauf | 7. Ski Classics von Sälen nach Mora – Wasalauf | 7. Ski Classics von Sälen nach Mora – Wasalauf | 7. Ski Classics von Sälen nach Mora – Wasalauf |
| ---------------------------------------------- | ---------------------------------------------- | ---------------------------------------------- | ---------------------------------------------- | ---------------------------------------------- |
| Datum                                          | Disziplin                                      | Erster Platz                                   | Zweiter Platz                                  | Dritter Platz                                  |
| 3. März 2019                                   | 90 km klassisch                                | Tore Bjørseth Berdal                           | Stian Hoelgaard                                | Torleif Syrstad                                |

| 8. Ski Classics von Maloja nach S-chanf – Engadin Skimarathon | 8. Ski Classics von Maloja nach S-chanf – Engadin Skimarathon | 8. Ski Classics von Maloja nach S-chanf – Engadin Skimarathon | 8. Ski Classics von Maloja nach S-chanf – Engadin Skimarathon | 8. Ski Classics von Maloja nach S-chanf – Engadin Skimarathon |
| ------------------------------------------------------------- | ------------------------------------------------------------- | ------------------------------------------------------------- | ------------------------------------------------------------- | ------------------------------------------------------------- |
| Datum                                                         | Disziplin                                                     | Erster Platz                                                  | Zweiter Platz                                                 | Dritter Platz                                                 |
| 10. März 2019                                                 | 42 km Freistil                                                | Dario Cologna                                                 | Jean-Marc Gaillard                                            | Anders Gløersen                                               |

| 9. Ski Classics von Rena nach Lillehammer – Birkebeinerrennet | 9. Ski Classics von Rena nach Lillehammer – Birkebeinerrennet | 9. Ski Classics von Rena nach Lillehammer – Birkebeinerrennet | 9. Ski Classics von Rena nach Lillehammer – Birkebeinerrennet | 9. Ski Classics von Rena nach Lillehammer – Birkebeinerrennet |
| ------------------------------------------------------------- | ------------------------------------------------------------- | ------------------------------------------------------------- | ------------------------------------------------------------- | ------------------------------------------------------------- |
| Datum                                                         | Disziplin                                                     | Erster Platz                                                  | Zweiter Platz                                                 | Dritter Platz                                                 |
| 16. März 2019                                                 | 54 km klassisch                                               | Petter Eliassen                                               | Andreas Nygaard                                               | Simen Østensen                                                |

| 10. Ski Classics in Bardufoss – Reistadløpet | 10. Ski Classics in Bardufoss – Reistadløpet | 10. Ski Classics in Bardufoss – Reistadløpet | 10. Ski Classics in Bardufoss – Reistadløpet | 10. Ski Classics in Bardufoss – Reistadløpet |
| -------------------------------------------- | -------------------------------------------- | -------------------------------------------- | -------------------------------------------- | -------------------------------------------- |
| Datum                                        | Disziplin                                    | Erster Platz                                 | Zweiter Platz                                | Dritter Platz                                |
| 6. April 2019                                | 50 km klassisch                              | Mikael Gunnulfsen                            | Johan Hoel                                   | Erik Valnes                                  |

| 11. Ski Classics von Äkäslompolo nach Levi – Ylläs–Levi | 11. Ski Classics von Äkäslompolo nach Levi – Ylläs–Levi | 11. Ski Classics von Äkäslompolo nach Levi – Ylläs–Levi | 11. Ski Classics von Äkäslompolo nach Levi – Ylläs–Levi | 11. Ski Classics von Äkäslompolo nach Levi – Ylläs–Levi |
| ------------------------------------------------------- | ------------------------------------------------------- | ------------------------------------------------------- | ------------------------------------------------------- | ------------------------------------------------------- |
| Datum                                                   | Disziplin                                               | Erster Platz                                            | Zweiter Platz                                           | Dritter Platz                                           |
| 13. April 2019                                          | 70 km klassisch                                         | Andreas Nygaard                                         | Øystein Pettersen                                       | Øyvind Moen Fjeld                                       |

### Gesamtwertung
| |                      |        |
| \| Rang \| Name \| Punkte \| \| ---- \| -------------------- \| ------ \| \| 1. \| Andreas Nygaard \| 1355 \| \| 2. \| Petter Eliassen \| 1158 \| \| 3. \| Tord Asle Gjerdalen \| 1027 \| \| 4. \| Tore Bjørseth Berdal \| 974 \| \| 5. \| Morten Eide Pedersen \| 895 \| \| 6. \| Øyvind Moen Fjeld \| 840 \| \| 7. \| Simen Østensen \| 828 \| \| 8. \| Stian Hoelgaard \| 723 \| \| 9. \| Chris Jespersen \| 708 \| \| 10. \| Oskar Kardin \| 693 \| |                      |        |
| Rang | Name                 | Punkte |
| 1. | Andreas Nygaard      | 1355   |
| 2. | Petter Eliassen      | 1158   |
| 3. | Tord Asle Gjerdalen  | 1027   |
| 4. | Tore Bjørseth Berdal | 974    |
| 5. | Morten Eide Pedersen | 895    |
| 6. | Øyvind Moen Fjeld    | 840    |
| 7. | Simen Østensen       | 828    |
| 8. | Stian Hoelgaard      | 723    |
| 9. | Chris Jespersen      | 708    |
| 10. | Oskar Kardin         | 693    |

## Frauen

### Ergebnisse
| Teamprolog in Livigno | Teamprolog in Livigno  | Teamprolog in Livigno | Teamprolog in Livigno | Teamprolog in Livigno |
| --------------------- | ---------------------- | --------------------- | --------------------- | --------------------- |
| Datum                 | Disziplin              | Erster Platz          | Zweiter Platz         | Dritter Platz         |
| 30. November 2018     | 15 km Prolog klassisch | Lager 157 Ski Team    | Team Koteng           | Ed System Bauer Team  |

| 1. Ski Classics in Livigno – Prolog | 1. Ski Classics in Livigno – Prolog | 1. Ski Classics in Livigno – Prolog | 1. Ski Classics in Livigno – Prolog | 1. Ski Classics in Livigno – Prolog |
| ----------------------------------- | ----------------------------------- | ----------------------------------- | ----------------------------------- | ----------------------------------- |
| Datum                               | Disziplin                           | Erster Platz                        | Zweiter Platz                       | Dritter Platz                       |
| 2. Dezember 2018                    | 28 km klassisch                     | Britta Johansson Norgren            | Astrid Øyre Slind                   | Justyna Kowalczyk                   |

| 2. Ski Classics in Seefeld in Tirol – Kaiser-Maximilian-Lauf | 2. Ski Classics in Seefeld in Tirol – Kaiser-Maximilian-Lauf | 2. Ski Classics in Seefeld in Tirol – Kaiser-Maximilian-Lauf | 2. Ski Classics in Seefeld in Tirol – Kaiser-Maximilian-Lauf | 2. Ski Classics in Seefeld in Tirol – Kaiser-Maximilian-Lauf |
| ------------------------------------------------------------ | ------------------------------------------------------------ | ------------------------------------------------------------ | ------------------------------------------------------------ | ------------------------------------------------------------ |
| Datum                                                        | Disziplin                                                    | Erster Platz                                                 | Zweiter Platz                                                | Dritter Platz                                                |
| 12. Januar 2019                                              | 60 km klassisch 2                                            | Britta Johansson Norgren                                     | Astrid Øyre Slind                                            | Justyna Kowalczyk                                            |

| 3. Ski Classics in Zuoz – La Diagonela | 3. Ski Classics in Zuoz – La Diagonela | 3. Ski Classics in Zuoz – La Diagonela | 3. Ski Classics in Zuoz – La Diagonela | 3. Ski Classics in Zuoz – La Diagonela |
| -------------------------------------- | -------------------------------------- | -------------------------------------- | -------------------------------------- | -------------------------------------- |
| Datum                                  | Disziplin                              | Erster Platz                           | Zweiter Platz                          | Dritter Platz                          |
| 19. Januar 2019                        | 65 km klassisch                        | Kateřina Smutná                        | Kari Vikhagen Gjeitnes                 | Britta Johansson Norgren               |

| 4. Ski Classics im Val di Fiemme und Val di Fassa – Marcialonga | 4. Ski Classics im Val di Fiemme und Val di Fassa – Marcialonga | 4. Ski Classics im Val di Fiemme und Val di Fassa – Marcialonga | 4. Ski Classics im Val di Fiemme und Val di Fassa – Marcialonga | 4. Ski Classics im Val di Fiemme und Val di Fassa – Marcialonga |
| --------------------------------------------------------------- | --------------------------------------------------------------- | --------------------------------------------------------------- | --------------------------------------------------------------- | --------------------------------------------------------------- |
| Datum                                                           | Disziplin                                                       | Erster Platz                                                    | Zweiter Platz                                                   | Dritter Platz                                                   |
| 27. Januar 2019                                                 | 70 km klassisch                                                 | Britta Johansson Norgren                                        | Lina Korsgren                                                   | Astrid Øyre Slind                                               |

| 5. Ski Classics in Toblach nach Cortina d’Ampezzo – Toblach–Cortina | 5. Ski Classics in Toblach nach Cortina d’Ampezzo – Toblach–Cortina | 5. Ski Classics in Toblach nach Cortina d’Ampezzo – Toblach–Cortina | 5. Ski Classics in Toblach nach Cortina d’Ampezzo – Toblach–Cortina | 5. Ski Classics in Toblach nach Cortina d’Ampezzo – Toblach–Cortina |
| ------------------------------------------------------------------- | ------------------------------------------------------------------- | ------------------------------------------------------------------- | ------------------------------------------------------------------- | ------------------------------------------------------------------- |
| Datum                                                               | Disziplin                                                           | Erster Platz                                                        | Zweiter Platz                                                       | Dritter Platz                                                       |
| 2. Februar 2019                                                     | 42 km klassisch                                                     | Wettbewerb abgesagt                                                 | Wettbewerb abgesagt                                                 | Wettbewerb abgesagt                                                 |

| 6. Ski Classics von Bedřichov – Isergebirgslauf | 6. Ski Classics von Bedřichov – Isergebirgslauf | 6. Ski Classics von Bedřichov – Isergebirgslauf | 6. Ski Classics von Bedřichov – Isergebirgslauf | 6. Ski Classics von Bedřichov – Isergebirgslauf |
| ----------------------------------------------- | ----------------------------------------------- | ----------------------------------------------- | ----------------------------------------------- | ----------------------------------------------- |
| Datum                                           | Disziplin                                       | Erster Platz                                    | Zweiter Platz                                   | Dritter Platz                                   |
| 10. Februar 2019                                | 50 km klassisch                                 | Lina Korsgren                                   | Kateřina Smutná                                 | Britta Johansson Norgren                        |

| 7. Ski Classics von Sälen nach Mora – Wasalauf | 7. Ski Classics von Sälen nach Mora – Wasalauf | 7. Ski Classics von Sälen nach Mora – Wasalauf | 7. Ski Classics von Sälen nach Mora – Wasalauf | 7. Ski Classics von Sälen nach Mora – Wasalauf |
| ---------------------------------------------- | ---------------------------------------------- | ---------------------------------------------- | ---------------------------------------------- | ---------------------------------------------- |
| Datum                                          | Disziplin                                      | Erster Platz                                   | Zweiter Platz                                  | Dritter Platz                                  |
| 3. März 2019                                   | 90 km klassisch                                | Britta Johansson Norgren                       | Lina Korsgren                                  | Kateřina Smutná                                |

| 8. Ski Classics von Maloja nach S-chanf – Engadin Skimarathon | 8. Ski Classics von Maloja nach S-chanf – Engadin Skimarathon | 8. Ski Classics von Maloja nach S-chanf – Engadin Skimarathon | 8. Ski Classics von Maloja nach S-chanf – Engadin Skimarathon | 8. Ski Classics von Maloja nach S-chanf – Engadin Skimarathon |
| ------------------------------------------------------------- | ------------------------------------------------------------- | ------------------------------------------------------------- | ------------------------------------------------------------- | ------------------------------------------------------------- |
| Datum                                                         | Disziplin                                                     | Erster Platz                                                  | Zweiter Platz                                                 | Dritter Platz                                                 |
| 10. März 2019                                                 | 42 km Freistil                                                | Nathalie von Siebenthal                                       | Astrid Øyre Slind                                             | Britta Johansson Norgren                                      |

| 9. Ski Classics von Rena nach Lillehammer – Birkebeinerrennet | 9. Ski Classics von Rena nach Lillehammer – Birkebeinerrennet | 9. Ski Classics von Rena nach Lillehammer – Birkebeinerrennet | 9. Ski Classics von Rena nach Lillehammer – Birkebeinerrennet | 9. Ski Classics von Rena nach Lillehammer – Birkebeinerrennet |
| ------------------------------------------------------------- | ------------------------------------------------------------- | ------------------------------------------------------------- | ------------------------------------------------------------- | ------------------------------------------------------------- |
| Datum                                                         | Disziplin                                                     | Erster Platz                                                  | Zweiter Platz                                                 | Dritter Platz                                                 |
| 16. März 2019                                                 | 54 km klassisch                                               | Justyna Kowalczyk                                             | Britta Johansson Norgren                                      | Astrid Øyre Slind                                             |

| 10. Ski Classics in Bardufoss – Reistadløpet | 10. Ski Classics in Bardufoss – Reistadløpet | 10. Ski Classics in Bardufoss – Reistadløpet | 10. Ski Classics in Bardufoss – Reistadløpet | 10. Ski Classics in Bardufoss – Reistadløpet |
| -------------------------------------------- | -------------------------------------------- | -------------------------------------------- | -------------------------------------------- | -------------------------------------------- |
| Datum                                        | Disziplin                                    | Erster Platz                                 | Zweiter Platz                                | Dritter Platz                                |
| 6. April 2019                                | 50 km klassisch                              | Astrid Øyre Slind                            | Masako Ishida                                | Anna Svendsen                                |

| 11. Ski Classics von Äkäslompolo nach Levi – Ylläs–Levi | 11. Ski Classics von Äkäslompolo nach Levi – Ylläs–Levi | 11. Ski Classics von Äkäslompolo nach Levi – Ylläs–Levi | 11. Ski Classics von Äkäslompolo nach Levi – Ylläs–Levi | 11. Ski Classics von Äkäslompolo nach Levi – Ylläs–Levi |
| ------------------------------------------------------- | ------------------------------------------------------- | ------------------------------------------------------- | ------------------------------------------------------- | ------------------------------------------------------- |
| Datum                                                   | Disziplin                                               | Erster Platz                                            | Zweiter Platz                                           | Dritter Platz                                           |
| 13. April 2019                                          | 70 km klassisch                                         | Astrid Øyre Slind                                       | Lina Korsgren                                           | Britta Johansson Norgren                                |

### Gesamtwertung
| |                          |        |
| \| Rang \| Name \| Punkte \| \| ---- \| ------------------------ \| ------ \| \| 1. \| Britta Johansson Norgren \| 1610 \| \| 2. \| Astrid Øyre Slind \| 1410 \| \| 3. \| Kateřina Smutná \| 1310 \| \| 4. \| Lina Korsgren \| 1267 \| \| 5. \| Kari Vikhagen Gjeitnes \| 964 \| \| 6. \| Sofie Elebro \| 790 \| \| 7. \| Heli Heiskanen \| 757 \| \| 8. \| Justyna Kowalczyk \| 640 \| \| 9. \| Marie Renée Sørum Gangsø \| 623 \| \| 10. \| Elin Mohlin \| 599 \| |                          |        |
| Rang | Name                     | Punkte |
| 1. | Britta Johansson Norgren | 1610   |
| 2. | Astrid Øyre Slind        | 1410   |
| 3. | Kateřina Smutná          | 1310   |
| 4. | Lina Korsgren            | 1267   |
| 5. | Kari Vikhagen Gjeitnes   | 964    |
| 6. | Sofie Elebro             | 790    |
| 7. | Heli Heiskanen           | 757    |
| 8. | Justyna Kowalczyk        | 640    |
| 9. | Marie Renée Sørum Gangsø | 623    |
| 10. | Elin Mohlin              | 599    |